# Elin Pelin (distrikt)
Elin Pelin (bulgariska: Елин Пелин) är ett distrikt i Bulgarien.   Det ligger i kommunen Obsjtina Elin Pelin och regionen Sofijska oblast, i den västra delen av landet, 23 km öster om huvudstaden Sofia.
Trakten runt Elin Pelin består till största delen av jordbruksmark. Runt Elin Pelin är det ganska tätbefolkat, med 58 invånare per kvadratkilometer.